# Tekodonti
Tekodonti (Thecodontia ("jamkovité zuby"), Owen 1859) byla poměrně početná skupina vývojově pokročilých archosaurních plazů. Dnes se však tento taxon již příliš často nepoužívá a je nahrazován taxony jinými (zejména Archosauria).
Tekodonti byli plazi, kteří se poprvé objevili již v období permu na konci prvohorní éry. Největšího rozkvětu však dosáhli počátkem druhohor, kdy konkurovali nově se objevivším dinosaurům. Vyhynuli z větší části na konci triasu, asi před 200 miliony let. Z této skupiny odvozují svůj vývojový počátek dinosauři, ptakoještěři, krokodýli a (skrze teropody) také ptáci.